# Ethmia candidella
Ethmia candidella is een vlinder uit de familie grasmineermotten (Elachistidae). De wetenschappelijke naam is voor het eerst geldig gepubliceerd in 1908 door Alpheraky.
De soort komt voor in Europa.